# Flavino Ríos Alvarado
Flavino Ríos Alvarado (Minatitlán, Veracruz; 22 de diciembre de 1950) es un abogado y político mexicano, miembro del Partido Revolucionario Institucional. Del 12 de octubre al 30 de noviembre de 2016 fue gobernador interino de Veracruz en sustitución de Javier Duarte de Ochoa.

## Biografía
Flavino Ríos Alvarado es Licenciado en Derecho por la Universidad Veracruzana (UV) y Doctor en Derecho por la Universidad Nacional Autónoma de México (UNAM). Se ha desempeñado como catedrático de Derecho en la UV y en la Facultad de Derecho de la UNAM; así como investigador del Instituto de Investigaciones Jurídicas de la UV.
Es notario público con licencia. Ha ocupado cargos como la titularidad de la Dirección General de Concertación para la Descentralización Educativa y la Dirección General de los Servicios Coordinados de Educación Pública, ambos en la Secretaría de Educación Pública. Además ha sido subsecretario de Gobierno, Secretario de Educación y Secretario de Gobierno del estado de Veracruz.
Fue elegido diputado al Congreso del Estado de Veracruz en representación del distrito 28 local de Veracruz en dos ocasiones: la primera vez en 1988 en la LVIII Legislatura y la segunda en la LXII Legislatura en 2010. Durante este periodo se desempeñó como presidente de la Junta de Coordinación Política del mismo.
El 12 de octubre de 2016 fue nombrado Gobernador de Veracruz, en sustitución de Javier Duarte de Ochoa quien el mismo día solicitó licencia al cargo.
El 12 de marzo de 2017 fue detenido por la fiscalía de Veracruz por la acusación de haber colaborado en la huida de su antecesor Javier Duarte de Ochoa.
Posteriormente el 1 de mayo de 2017 fue liberado luego de pagar una fianza de cinco millones de pesos y el 15 de marzo de 2019 fue exonerado de sus cargos gracias a un amparo otorgado por un juez federal donde se ordenaba su liberación.